# Enslaved (álbum)
Enslaved es el octavo álbum de estudio de la banda brasileña-estadounidense de groove metal Soulfly. Fue lanzado el 13 de marzo de 2012 a través de Roadrunner Records y fue producido por Zeuss. Este es el primer álbum que cuenta con el líder de Asesino, Tony Campos, en el bajo, y el único álbum que cuenta con el ex baterista de Borknagar David Kinkade en la batería, y su último álbum de estudio lanzado a través de Roadrunner Records.
El álbum debutó en el puesto número 83 de la lista de álbumes canadienses. Según Blabbermouth.net, Enslaved vendió 5.900 copias durante la primera semana de su lanzamiento en Estados Unidos, alcanzando así el puesto número 82 de la lista de Billboard 200.

## Lista de canciones
Todas las canciones escritas y compuestas por Max Cavalera, excepto donde se indique. 
| Edición estándar |                                                                           |          |  |
| N.º              | Título                                                                    | Duración |  |
| 1.               | «Resistance»                                                              | 1:53     |  |
| 2.               | «World Scum» (con Travis Ryan de Cattle Decapitation)                     | 5:20     |  |
| 3.               | «Intervention»                                                            | 3:56     |  |
| 4.               | «Gladiator»                                                               | 4:59     |  |
| 5.               | «Legions»                                                                 | 4:19     |  |
| 6.               | «American Steel»                                                          | 4:15     |  |
| 7.               | «Redemption of Man by God» (con Dez Fafara de Coal Chamber y DevilDriver) | 5:16     |  |
| 8.               | «Treachery»                                                               | 5:49     |  |
| 9.               | «Plata o Plomo»                                                           | 4:53     |  |
| 10.              | «Chains»                                                                  | 7:18     |  |
| 11.              | «Revengeance» (con Richie, Zyon e Igor Cavalera Jr.)                      | 5:52     |  |

| Edición especial |                                              |          |  |
| N.º              | Título                                       | Duración |  |
| 12.              | «Slave»                                      | 3:51     |  |
| 13.              | «Bastard»                                    | 3:57     |  |
| 14.              | «Soulfly VIII» (Instrumental; con Tim Sadow) | 4:24     |  |

## Personal
Soulfly
- Max Cavalera – Voz, Guitarra eléctrica
- Marc Rizzo – Guitarra eléctrica, Guitarra española, guitarra de flamenco on "Plata O Plomo"
- Tony Campos – Bajo eléctrico, voz en "Plata O Plomo"
- David Kinkade – Baterías y percusión

Músicos invitados
- Travis Ryan - voz en "World Scum"
- Dez Fafara - voz en "Redemption of Man by God"